# Borrelmanneke
Borrelmanneke is een fontein en bronzen standbeeld in het centrum van Hasselt, België. Dit beeld symboliseert de jenevertraditie van de stad en is een herkenningspunt voor zowel inwoners als toeristen. Het Borrelmanneke is gelegen aan de Maastrichterstraat.

## Geschiedenis
Deze bronzen beeldfontein, ontworpen door Lou Boonman uit Neerpelt, werd op 19 september 1981 door het stadsbestuur geplaatst als eerbetoon aan de jenevertraditie van Hasselt. Het beeld verbeeldt de kringloop van graan, jenever, vee en grondontginning. Met de draf, een bijproduct van het gestookte graan, werden varkens en ossen vetgemest, en met de mest van deze dieren werden de heidegronden vruchtbaar gemaakt, zodat er opnieuw graan kon worden geteeld voor de jeneverproductie.

## Symboliek
Het Borrelmanneke symboliseert de nauwe band tussen de stad Hasselt en de jenevernijverheid. Het beeld toont een os, waarop een mannetje schrijlings zit, met een jenevervaatje op zijn rechterschouder. Onder de os wroeten varkens, wat de volledige kringloop van de jeneverproductie illustreert. De jenever werd vroeger in vaten en tonnetjes geleverd aan winkeliers en drankhuizen, en particulieren gingen zich 'aan de ton' bevoorraden met hun kruiken en stopen. De meest voorkomende tonnemaat was de wijninox of 'ossekop' (ongeveer 268 liter), wat leidde tot de spotnaam de 'Ossekoppen' voor de Hasselaren.
Hasseltse uitdrukkingen zoals "Zoe zat as è verke" en "Zoe zat as nen os" verwijzen naar de praktijk waarbij het stookafval, dat nog sporen van alcohol bevatte, aan de varkens en ossen werd gevoerd.

## Cultuur en traditie
Tijdens de jaarlijkse Jeneverfeesten, die in oktober plaatsvinden, wordt het Borrelmanneke op bijzondere wijze in de schijnwerpers gezet. Eenmaal per jaar komt er echte Hasseltse jenever uit de fontein, wat bijdraagt aan de feestelijke sfeer en het levendige karakter van de viering.